# 森林湖
森林湖（英語：Forest Lake）是康科迪亚大学开的一个位于明尼苏达州卡拉威城市的所谓“语言村”，提供中国语文的沉浸课程，始创于1984年。